# Mall i tretur
Mall i tretur är en låt på albanska framförd av sångerskan Mariza Ikonomi vid Festivali i Këngës 46 i december 2007. Låten är skriven av Arben Duka med musik och orkestrering av Genti Lako. Vid framträdandet i Festivali i Këngës dirigerades Radio Televizioni Shqiptars orkester av Selim Ishmaku. 
Med låten tävlade Ikonomi i den andra semifinalen av tävlingen, den 15 december 2007. Hon fick startnummer 10, efter Samanta Karavello med "Pse u harrua dashuria" och före Vesa Luma med "Një natë për mua". Efter att juryn sammanträtt stod det klart att Ikonomi var en av 10 att ta sig vidare till finalen dagen därpå.
I finalen framförde hon bidraget som 4:e artist. Hon fick framföra låten efter Eneda Tarifa med "E para letër" och före Greta Koçi med "Natën të kërkova". Av juryn fick hon 20 poäng, som högst 6 av maximala 12 från jurymedlemmen Alban Skënderaj. Hon fick även poäng av alla domare utom en. Poängen räckte till en 9:e plats av 17 finalister. Vann gjorde Olta Boka med "Zemrën e lamë peng" på 67 poäng.